# Rościnno
Rościnno (prononciation : [rɔɕˈt͡ɕinnɔ], en allemand : Hammerfeld) est un village polonais de la gmina de Skoki dans le powiat de Wągrowiec de la voïvodie de Grande-Pologne dans le centre-ouest de la Pologne.

## Situation
Il se situe à environ 2 kilomètres au nord de Skoki (siège de la gmina), 14 kilomètres au sud de Wągrowiec (siège du powiat), et à 36 kilomètres au nord-est de Poznań (capitale de la Grande-Pologne).

## Histoire
De 1975 à 1998, le village faisait partie du territoire de la voïvodie de Poznań.

Depuis 1999, Rościnno est situé dans la voïvodie de Grande-Pologne.